# Barbara Celjska
Grofica Barbara Celjska (nemško Barbara von Cilli) (češko/slovaško Barbora Celjská/Cellská, madžarsko Cillei Borbála), *1391/92 Celje, † 11. julij 1451, Mělník, Češka, je bila žena ogrskega, nemškega  in češkega kralja ter cesarja Svetega rimskega cesarstva Sigismunda Luksemburškega. Aktivno se je ukvarjala s politiko in gospodarstvom svojega časa, samostojno je upravljala z velikimi fevdi in davki ter odigrala ključno vlogo pri ustvarjanju slavnega zmajevega viteškega reda. Med odsotnostjo svojega moža je kar štirikrat služila kot regentka Ogrske: leta 1412, 1414, 1416 in 1418.

## Pregled
Rodila se je kot najmlajši otrok Celjskega grofa Hermana II. in Ane, grofice Schaunberške.
Herman II. Celjski je bil sin grofa Hermana I. Celjskega in princese Katarine Kotromanić bosanske (katere mati je bila Katarina Ogrska, hči ogrskega kralja Štefana V., oče pa iz rodu srbskih kraljev Nemanjićev), ki je bila starejša sestra Elizabete Bosanske (Kotromanić), žene Ludvika I. Velikega iz rodu Anžujcev. Elizabeta in Ludvik sta bila starša Marije I. Ogrske, ki se je poročila s Sigismundom Luksemburškim, in Jadwige Poljske, ki se je poročila z Jagellom Litvanskim. Anna von Schaunberg pa je bila hči Henrika III. von Schaunberg in Uršule Goriške. Barbarina sestrična in posvojena sestra Ana  je bila druga žena Nikolaja II. Gorjanskega, ogrskega plemiča, palatina. 
Njegova sovladarica, druga Ana Celjska se je 1402 poročila z Vladislavom Jagellom, kraljem litvansko-poljske zveze, vdovcem po drugi anžujski sestri (Jadwiga Poljska).

## Otroštvo
Barbara je v Celju preživela samo najzgodnejša otroška leta, najkasneje ob poroki leta 1405, morda že ob zaroki leta 1401 pa je zapustila Celje in se vanj ni nikoli več vrnila. Zato o njenih najzgodnejših letih vemo le malo, skoraj nič. Zgodovinarka Amalie Fössel domneva, da so jo verjetno od leta 1401, ko je bila sklenjena njena zaroka, pripravljali na vlogo kraljice. V zgodovinskem spominu Slovencev pa je preživela le literarna podoba Barbare Celjske, pri kateri pa so si ustvarjalci dovolili toliko umetniške svobode, da je nikakor ne moremo šteti za verodostojno. 

## Zaroka in njeno zgodovinsko ozadje
V bitki z Osmani pri Nikopolju, leta 1396, v kateri je bila evropska viteška vojska poražena, je Herman II. Celjski uspešno reševal kralja Sigismunda, ki sta mu grozila smrt ali ujetništvo.
Herman je skupaj s svojim ogrskim svakom Nikolajem Gorjanskim (Nikolaj je bil poročen s Hermanovo hčerko Ano) spretno posegel tudi v spor o legitimnosti kralja Sigismunda do ohranitve ogrske krone po smrti kraljice Marije, ki mu ni zapustila potomca. Del ogrskega plemstva je kralja konec aprila 1401 zaprl na gradu Gorjanskega Siklós. Po diplomatskem dogovoru je bil eden od pogojev za izpustitev Sigismunda (oktobra 1401) tudi zaroka s Hermanovo hčerko, takrat komaj 9-letno Barbaro; Nikolaj Gorjanski pa je postal palatin ogrskega kraljestva. Kralj Sigismund je ta pogoj sprejel, čeprav je bil že od leta 1396 zaročen s Margareto, hčerko brižškega vojvode Henricha in je bila njegova nevesta že na poti.
Sredi novembra 1405*  sta se poročila Barbara Celjska ter ogrski kralj Sigismund Luksemburški, vdovec, sin pokojnega ogrskega, češkega in nemškega kralja ter rimskega cesarja Karla IV. Luksemburškega in Elizabete von Pommern. 6. decembra istega leta so nevesto kronali za madžarsko (ogrsko) kraljico v baziliki sv. Štefana v Szekesfehervarju. 
Poroka je predstavljala sklepno dejanje dogajanja, ki se je pričelo s porazom križarske vojske v bitki pri Nikopolju. Visoka, vitka in nenavadno lepa Barbara ter Sigismund, krepke postave, valovitih las in s košato brado (tedaj modno na Ogrskem); sta med sodobniki veljala za najlepši kraljevski par v Evropi  . Ob poroki je Barbari kot nevesti pripadala bogata jutrnina, namen tega deleža, ki ga ji je poklonil soprog, je bil, da se soprogi v primeru moževe smrti zagotovi dostojno vdovstvo. Vrednost jutrnine je morala odražati obseg moževega premoženja in srednjeveškim kraljicam je bila z njo zagotovljena materialna varnost. 
Poroka Sigismunda in Barbare je bila politična in je bila odraz tako strateških interesov ženina Sigismunda, kot tasta Hermana II. Celjskega. Barbara je bila zgolj sredstvo za utrditev zveze, kar je bila tedaj splošna praksa med plemiškimi rodbinami. 
Razlike med obema zakoncema bi ne mogle biti večje: 38-letni Sigismund je kot kraljevi sin zakonitosti dvornega življenja spoznaval od otroštva. Kot zaročenca Marije, bodoče  ogrske kraljice , so ga od 12. leta dalje vzgajali na ogrskem dvoru, bodočemu položaju primerno. Bil je izobražen in razgledan, veljal je za odličnega govornika, ki je poleg latinščine govoril še nemščino, češčino, madžarščino, francoščino, italijanščino ter verjetno poljski jezik. 
Nevesti na začetku, kljub pripravi na zakon, ni moglo biti lahko, še zlasti, ker so na dvoru vladale spletke in specifične notranje razmere (o katerih se je izven tega kroga vedelo le malo), toda pomagala ji je njena ambicioznost. Brez dvoma je bila Barbara Celjska inteligentna, živo zainteresirana za gospodarska in finančna vprašanja, ter obdarjena z naravnim talentom za politiko in diplomacijo.

## Prva leta zakona
Prva leta po poroki se je Barbara v veliki meri zadrževala v Sclavonii. Sigismund se je tedaj boril v Bosni z domačimi velikaši in kraljem Tvrdkom II., zmago pa je slavil v Budimu, kjer sta skupaj z Barbaro leta 1408 ustanovila znameniti viteški red  Zmaja. Poleg Sigismunda in Barbare  ga je sestavljalo še 22 najzvestejših plemiških zaupnikov. Najvišje položaje v njem, takoj za kraljevim parom, so zasedli srbski vladar Štefan Branković,  Herman II. Celjski, njegov sin Friderik II. Celjski ter ogrski palatin Nikolaj Garai. 
Po slabih sedmih letih zakona, ki jih je kraljevi par preživel na Ogrskem, se je konec leta 1412, zaradi vojne z Benetkami začete zaradi konfliktov o prevladi nad Dalmacijo, Sigismund moral odpraviti v Severno Italijo. Spopadi so se končali brez zmagovalca, s sklenitvijo premirja, v katerem je aktivno sodeloval tudi barbarin oče Herman II. Celjski. Od konca leta 1412 sta zakonca za dolga obdobja živela ločeno, vsak s svojim dvorom. Sigismund je bil namreč vse življenje »potujoči vladar«, ki je svoje vladarske funkcije in politične cilje lahko uresničeval samo s stalnim potovanjem in osebno prisotnostjo na kraju dogodkov. Poleg tega na Ogrskem ni bilo mesta, ki bi opravljalo vlogo prestolnice, v katerem bi se lahko dvor za stalno naselil. Budim je že v času Sigismundovih predhodnikov veljal za priljubljeno bivališče kraljev, vendar so ogrske kralje dolgo časa kronali v današnji Bratislavi.
Barbara je v visoko politiko vstopila že zelo zgodaj, saj jo je že leta 1411 Sigismund pritegnil v urejanje odnosov s Poljsko, čemur je gotovo botrovala rodbinska povezanost Celjskih s tamkajšnjo vladarsko hišo. 
Koristne Barbarine rodbinske vezi je Sigismund izkoristil tudi v zapletenem urejanju odnosov med Kraljevino Poljsko, Litvo in Nemškim viteškim redom ter Poljsko in Ogrsko. Leta 1410 so Poljaki v navezi z Litovci nemškemu viteškemu redu po dolgoletnih medsebojnih spopadih zadali odločilen udarec in Sigismundu je kot novoizvoljenemu nemškemu kralju  v pogajanjih pripadla pomembna vloga. Da je bila v kasnejša pogajanja med Poljsko in viteškim redom pritegnjena tudi Barbara, dokazuje redovni zahtevek, da se za razsodniško delo določena vsota ne izplača zgolj Sigismundu, ampak tudi Barbari. 

## Otroci in dediči
Leta 1409 je Barbara rodila Sigismundu njunega edinega otroka, hčer Elizabeto Luksemburško, ki se je kasneje poročila z avstrijskim nadvojvodo Albrehtom Habsburškim (kasnejšim kraljem Albrehtom II.). Verjetni rojstni datum Elizabete je 28. december 1409, njeno pozno rojstvo pa gre pripisati dejstvu, da je bila Barbara še zelo mlada.

## Kraljica-vdova
Po soprogovi smrti (1437) je od julija 1441 do svoje smrti živela v češkem mestu Mělník (na Labi), kjer se je ukvarjala z alkimijo.
Barbara je umrla 11. julija 1451 na Melniku in je pokopana v Pragi, na Praškem gradu v stolnici sv. Vida.